# Isabel Burton
Isabel Arundell (Londres, 20 de marzo de 1831 - ibíd., 22 de marzo de 1896), conocida como Isabel Burton desde su matrimonio con Richard Francis Burton, fue una escritora y traductora británica interesada en la cultura de Oriente. Perteneció a una familia aristocrática y católica, de las más respetadas de la nobleza inglesa.

## Biografía
Nacida en el seno de una de las más ricas y respetadas familias aristocráticas católicas inglesas -Arundell-, recibió una esmerada educación religiosa y siempre formó parte de la agitada vida social de Londres. Desde muy joven mostró su interés por Oriente, expresando su deseo de seguir los pasos de mujeres como Lady Mary Wortley Montagu, Lady Hester Stanhope y la princesa de la Tour d'Augverne, como dejaría escrito en sus memorias The romance of Isabel, Lady Burton, the story of her life.

"They rose because my destination was Damascus, the dream of my childhood. I should follow the footsteps of Lady Mary Wortley Montagu, Lady Hester Stanhope, the Princess de la Tour d'Auvergne, that trio of famous European women who lived of their own choice a thoroughly Eastern life, and of whom I looked to make a fourth"
“Mi destino era Damasco, el sueño de mi infancia. Seguiré los pasos de Lady Mary Wortley Motagu, Lady Hester Stanhope y la princesa de la Tour d’Augverne, ese trío de famosas europeas que vivieron, por decisión propia, una vida completamente oriental. Yo procuraré ser la cuarta"
Isabel Arundell

Durante la Guerra de Crimea (1853-1856), solicitó un puesto como "enfermera Nightingale", siendo rechazada hasta tres veces. En su lugar formó un grupo de 150 mujeres de ideas similares de familias católicas conocidas como Stella Club para ayudar a las esposas e hijos de soldados que se habían casado sin permiso y para quienes el Ejército no asumió ninguna responsabilidad. Esas mujeres y sus hijos e hijas a menudo se encontraban en circunstancias difíciles en el hogar. En contra de los consejos de la policía,  Isabel Arundell y su grupo entraban en los barrios bajos de Londres, para distribuir asistencia.
Fue en un viaje a Boulogne cuando conoció al que luego sería su marido, el explorador, aventurero y escritor británico Sir Richard Francis Burton. La boda se celebró en secreto y en contra da la voluntad de su familia, hecho que le causaría algunos sinsabores con el paso de los años.[cita requerida]
Era una mujer inteligente, ingeniosa y devota, que coleccionaba artículos religiosos. Solían verla a la sombra de su esposo, a quien defendía firmemente y ayudaba en muchos de sus escritos más importantes. Sin embargo, ocupaba un papel fundamental en la carrera de Burton, ocupándose no solo de la intendencia de los viajes, sino que ejercía de traductora de sus escritos además de buscar incasablemente editores que publicaran su obra.
Isabel Burton escribió alguno de sus libros animada por Burton, entre ellos, una historia de sus viajes en Siria y Palestina, así como una autobiografía, publicada póstumamente. Algunos estudiosos ha especulado sobre la autoría de su obra, creyendo que el propio Burton escribió bajo su nombre, aunque no está claro.
Es recordada, sobre todo, por haber quemado los manuscritos y obras inéditas de su marido a su muerte, entre ellas una traducción de El Jardín Perfumado, obra erótica árabe del siglo XV, que había traducido al inglés y a la que había añadido anotaciones y comentado profusamente, como en todas sus demás traducciones. En su autobiografía, Arundell destaca que quemó el manuscrito a despecho de notables sumas de dinero ofrecidas por diversos editores, y que lo hizo porque creía que el libro solo sería leído con interés científico por 15 de cada mil lectores, mientras que el resto lo harían con intención de desacreditar su obra.
Enferma de cáncer y a pesar de sufrir grandes dolores, terminó una biografía de dos volúmenes de Burton, titulada The Life of Captain Sir Richard Burton, que se publicó el 11 de julio de 1893. Su propia autobiografía que completó con la ayuda de su primer biógrafo W. H. Wilkins, The romance of Isabel, Lady Burton, the story of her life fue publicado en 1897.
Isabel Burton falleció el 22 de marzo de 1896 y fue enterrada en Mortlake, Surrey, en una extravagante tumba en forma de tienda beduina diseñada por ella misma para enterrar también a su marido.

## Obras
- The inner life of Syria, Palestine, and the Holy Land: from my private journal. Londres: H.S. King & Co., 1875.
- Arabia, Egypt, India: a narrative of travel. Londres: W. Mullan and Son, 1879.
- Prevention of cruelty, and anti-vivisection. Londres: William Mullan, 1879.
- The revival of Christianity in Syria: its miracles and martyrdoms. Londres: E. Stanford, 187-?.
- Iracema, the honey lips: a legend of Brasil by José de Alencar. Traducido por Lady Isabel Burton. Londres: Bickers & Son, 1886. (Nueva York: Luso-Brazilian Books, 2006. ISBN 0-85051-524-6)
- Lady Burton's edition of her husband's Arabian nights: translated literally from the Arabic by Sir Richard Francis Burton. Londres: Waterlow, 1886-1887.
- The life of Captain Sir Richard F. Burton. Londres: Chapman & Hall, 1893.
- The romance of Isabel, Lady Burton, the story of her life. Londres: Hutchinson & Co., 1897
- The passion-play at Ober-Ammergau. Londres: Hutchinson, 1900.